# Ahaetulla sahyadrensis
Ahaetulla sahyadrensis é uma espécie de serpente arborícola endêmica dos Gates Ocidentais da Índia. Também foi registrada em Bangladesh.

## Taxonomia
Anteriormente considerada coespecífica com Ahaetulla pulverulenta (atualmente restrita ao Sri Lanka), foi descrita como uma subespécie desta (A. p. indica) por Paulus Edward Pieris Deraniyagala em 1955. Contudo, um estudo de 2020 a recuperou como espécie distinta. Além disso, uma subespécie hoje extinta de Ahaetulla prasina, A. p. indica, foi descrita por Rudolf Mell em 1931. Assim, a combinação Ahaetulla pulverulenta indica seria um homônimo de Ahaetulla prasina indica. Para resolver esse conflito, um novo nome substituto, A. sahyadrensis, foi estabelecido em 2020.

## Distribuição geográfica
Esta espécie é a mais amplamente distribuída entre as cobras-cipó endêmicas dos Gates Ocidentais, ocorrendo desde Gujarat até Kerala e Tamil Nadu. Também foi relatada em Bangladesh.

## Habitat
É encontrada em florestas decíduas sazonais e florestas perenes tropicais, desde o nível do mar até 1500 m de altitude. Geralmente, habita áreas próximas a riachos perenes.